# Eleiotis monophyllos
Eleiotis monophyllos är en ärtväxtart som först beskrevs av Nicolaas Laurens Nicolaus Laurent Burman, och fick sitt nu gällande namn av Dc. Eleiotis monophyllos ingår i släktet Eleiotis och familjen ärtväxter. Inga underarter finns listade i Catalogue of Life.